# Enzo Zanin
Enzo Zanin (Castagnaro, 26 luglio 1960) è un dirigente sportivo ed ex calciatore italiano, di ruolo portiere, consigliere d'amministrazione del Chievo.

## Carriera

### Calciatore
Calciatore professionista dall'inizio degli anni ottanta fino alla metà degli anni novanta, ha iniziato la sua carriera nelle giovanili del Legnago e del Mantova, per poi esordire nel calcio professionistico nel Sorrento in Serie C2. In seguito ha militato nelle file di Crotone, Chievo e Como, in cui ha concluso la sua carriera a 36 anni nel 1996. Ha totalizzato 425 presenze nei campionati professionistici italiani.
Come portiere e poi come capitano del Chievo ha scalato le serie della piramide calcistica italiana, conducendo la formazione veronese dall'Interregionale al calcio professionistico e totalizzando anche 16 presenze in Serie B nella stagione Serie B 1994-1995, in cui ha preso parte al primo derby della città di Verona.

### Dirigente
Dopo aver concluso la carriera agonistica al Como, è tornato a Verona ed è stato per quasi vent'anni dirigente della squadra clivense in cui aveva militato come giocatore, contribuendo al fianco del presidente Luca Campedelli al Miracolo Chievo nel ruolo di Responsabile Commerciale e Marketing e occupandosi di struttura commerciale, sponsorizzazioni, marketing e comunicazione.
Impegnato dal 2016 nel ruolo di consulente commerciale per imprese di vari settori, nel 2021 ha contribuito con Sergio Pellissier alla fondazione della società FC Clivense, nel ruolo di vice-presidente, con lo scopo di riprendere la tradizione sportiva della società gialloblu esclusa per inadempienze finanziarie dai campionati federali. La compagine, primo esempio di crowdfunding in Italia per una società calcistica, è stata iscritta al campionato di Terza Categoria ed è riuscita in un triennio a raggiungere la Serie D. La società ha acquistato all'asta nel maggio 2024 il marchio e i diritti della società dell'ex presidente Campedelli e ha cambiato la propria denominazione adottando il nome storico A.C. ChievoVerona.
Zanin è oggi vice-presidente del Chievo e responsabile dello sviluppo business e management. Il 14 aprile 2025, con l'ingresso nell'organigramma societario di Pietro Laterza e Luigi Tavernise, rispettivamente in veste di presidente e vicepresidente, Zanin rimane in società con il ruolo di consigliere d'amministrazione.

## Statistiche

### Presenze e reti nei club
| Stagione        | Squadra         | Campionato      | Campionato | Campionato | Totale | Totale |
| Stagione        | Squadra         | Comp            | Pres       | Reti       | Pres   | Reti   |
| --------------- | --------------- | --------------- | ---------- | ---------- | ------ | ------ |
| 1980-1981       | Sorrento        | C2              | 14         | -9         | 14     | -9     |
| 1981-1982       | Sorrento        | C2              | 33         | -27        | 33     | -27    |
| 1982-1983       | Sorrento        | C2              | 34         | -29        | 34     | -29    |
| 1983-1984       | Sorrento        | C2              | 33         | -21        | 33     | -21    |
| Totale Sorrento | Totale Sorrento | Totale Sorrento | 114        | -86        | 114    | -86    |
| 1984-1985       | Crotone         | C2              | 30         | -31        | 30     | -31    |
| Totale Crotone  | Totale Crotone  | Totale Crotone  | 30         | -31        | 30     | -31    |
| 1985-1986       | Chievo          | Interr.         | 26         | ?          | 26     | ?      |
| 1986-1987       | Chievo          | C2              | 26         | -16        | 26     | -16    |
| 1987-1988       | Chievo          | C2              | 26         | -17        | 26     | -17    |
| 1988-1989       | Chievo          | C2              | 30         | -9         | 30     | -9     |
| 1989-1990       | Chievo          | C1              | 28         | -25        | 28     | -25    |
| 1990-1991       | Chievo          | C1              | 30         | -25        | 30     | -25    |
| 1991-1992       | Chievo          | C1              | 32         | -32        | 32     | -32    |
| 1992-1993       | Chievo          | C1              | 23         | -24        | 23     | -24    |
| 1993-1994       | Chievo          | C1              | 33         | -23        | 33     | -23    |
| 1994-1995       | Chievo          | B               | 16         | -20        | 16     | -20    |
| Totale Chievo   | Totale Chievo   | Totale Chievo   | 270        | -191       | 270    | -191   |
| 1995-1996       | Como            | C1              | 34         | -27        | 34     | -27    |
| Totale Como     | Totale Como     | Totale Como     | 34         | -27        | 34     | -27    |
| Totale carriera | Totale carriera | Totale carriera | 425        | -335       | 425    | -335   |

## Carriera dirigenziale in sintesi
- 1996-2014:  Chievo - Responsabile Commerciale e Marketing
- 2014-2015:  Chievo - Stadium Manager
- 2021-2024  Clivense - Vice-presidente e Responsabile sviluppo business e management
- 2024-2025:  Chievo - Vice-presidente e Responsabile sviluppo business e management
- 2025-:  Chievo - Consigliere d'amministrazione

## Palmarès

### Giocatore
- Campionato Interregionale: 1

Paluani Chievo: 1985-1986 (girone C)
- Campionato italiano Serie C2: 1

Chievo: 1988-1989 (girone B)
- Campionato italiano Serie C1: 1

Chievo: 1993-1994 (girone A)